# Geogarypus incertus
Geogarypus incertus es una especie de arácnido del orden Pseudoscorpionida de la familia Geogarypidae.

## Distribución geográfica
Se encuentra en la Guayana.